# Ricarda Multerer
Ricarda Multerer (5 aprile 1990) è una schermitrice tedesca.

## Palmarès
In carriera ha conseguito i seguenti risultati:
- Mondiali di scherma

Parigi 2010: argento nella spada a squadre.